# سكوت وودز
سكوت وودز (بالإنجليزية: Scott Woods)‏ هو شاعر أمريكي، ولد في 25 يناير 1971.